# NK Jedinstvo Omladinac Nedešćina
NK Jedinstvo Omladinac je nogometni klub iz Nedešćine.

## Povijest
Klub je osnovan 2003. godine spajanjem NK Jedinstvo iz Nedešćine (koji je bio osnovan 1950.) i NK Omladinac iz Sv. Martina (koji je bio osnovan 1960. godine).
Jedno vrijeme klub se zvao NK Jedinstvo Omladinac Kapra.
U sezoni 2018./19. se natjecao u 1. ŽNL – Zapad.
2018. godine završili su 2. na ljestivici i prasirali se 2019. u 1. ŽNL.